# From the Fires
From the Fires ist die dritte EP der US-amerikanischen Classic-Rock-Band Greta Van Fleet. Die EP wurde am 10. November 2017 über Lava Records veröffentlicht. Bei den Grammy Awards 2019 wurde From the Fires in der Kategorie Best Rock Album ausgezeichnet.

## Entstehung
Im Oktober 2017 kündigte die Band die Veröffentlichung der Doppel-EP From the Fires an. Die EP umfasst acht Titel, darunter die vier Titel der EP Black Smoke Rising (Safari Song, Flower Power, Highway Tune und Black Smoke Rising), die am 21. April 2017 veröffentlicht wurde. Für From the Fires nahm die Band im September 2017 noch die Eigenkompositionen Edge of Darkness und Talk on the Street sowie Coverversionen der Lieder A Change Is Gonna Come von Sam Cooke von Meet on the Ledge von Fairport Convention auf. Nach der Veröffentlichung von Black Smoke Rising hatten die Musiker das Gefühl, dass die EP nicht fertig sei und nahmen daher vier weitere Titel für From the Fires auf.
Alle acht Titel wurden in den Rustbelt Studios in Royal Oak aufgenommen. Produziert wurde From the Fires von Al Sutton & Marlon Young, die auch schon die EP Black Smoke Rising produziert haben. Wer die EP Black Smoke Rising über iTunes gekauft hat, konnte die vier neuen Lieder zu einem günstigeren Preis nachkaufen. Für das Lied Highway Tune wurde ein Musikvideo in einem verlassenen Lagerhaus gedreht.

## Hintergrund
Alle acht Titel befassen sich mit dem Thema Menschlichkeit. Die Idee für den Albumtitel und das Albumcover stammen vom Sänger Joshua „Josh“ Kiszka. Er erinnerte sich, dass er mit seiner Familie jeden Sommer in der Yankee Springs Recreation Area in Michigan gezeltet hat. Abends hätten sich alle Familienmitglieder um ein Lagerfeuer gesetzt, zusammen Musik gemacht und Geschichten erzählt. In früheren Zeiten hätten die Menschen sich regelmäßig abends um Lagerfeuer gesammelt und die Älteren haben Fabeln über Weisheit und Courage erzählt.
A Change Is Gonna Come wurde im Original von Sam Cooke geschrieben. Auslöser war ein Vorfall in Shreveport, Louisiana im Jahre 1963, als Cooke für sich und seine Frau telefonisch ein Hotelzimmer reservierte. Bei der Ankunft wurde dem afroamerikanischen Musiker mitgeteilt, dass keine Zimmer mehr frei wären. Cooke beschwerte sich lautstark und wurde von der Polizei in Gewahrsam genommen. Laut Kiszka sei dieses Lied im Jahre 2017 aktueller denn je. Black Smoke Rising befasst sich damit, dass Menschen nicht immer aus der Geschichte lernen.

## Rezeption

### Kritiken
Für Gerrod Harris vom Spill Magazine ist From the Fires ein „exzellenter Ansatzpunkt für neue Fans“, da die Spielzeit auf Albumlänge für ein „fesselndes Hörvergnügen“ sorge. Außerdem wäre die EP „eine der spannendsten Veröffentlichungen einer neuen Rockband in diesem Jahr“. Der Hype um die Band wäre „mehr als gerechtfertigt“ und lässt die Hörer „die Zukunft der Band mit Spannung erwarten“. Harris vergab vier von fünf Punkten. Für Gerrit Köppl vom deutschen Magazin Visions „liefern die Jungspunde lupenreinen Hard- und Classic Rock aus dem Lehrbuch“. Die EP wäre „eine tolle Verbeugung vor den ganz Großen“. James Christopher Monger vom Onlinemagazin Allmusic fand es hingegen „schrecklich einfach“, für jedes Lied auf From the Fires das Led-Zeppelin-Lied zu finden, dass als Inspiration diente. Die Zukunft würde für die Band nicht so gut aussehen, wenn zukünftige Veröffentlichungen weiterhin den Stairway to Heaven hochklettern.

### Preise
Bei den Grammy Awards 2019 wurde From the Fires in der Kategorie Best Rock Album ausgezeichnet. Das Lied Black Smoke Rising wurde in der Kategorie Best Rock Song und das Lied Highway Tune in der Kategorie Best Rock Performance nominiert. Die Preise gingen jedoch an St. Vincent bzw. Chris Cornell. Das Lied Safari Song wurde bei den iHeartRadio Music Awards 2019 in der Kategorie Rock Song of the Year nominiert.

## Kommerzieller Erfolg

### Chartplatzierungen
From the Fires erreichte Platz 36 in den US-amerikanischen und Platz 23 in den kanadischen Albumcharts. Ende April 2018 stieg die EP auch auf Platz 84 der deutschen und im Oktober 2018 auf Platz 95 der Schweizer Albumcharts ein. Im April 2021 stieg die EP erneut in die Schweizer Albumcharts ein und erreichte mit Platz 96 eine neue Höchstplatzierung. In Kanada wurde die EP im Jahre 2018 mit Gold und ein Jahr später mit Platin ausgezeichnet. Ebenfalls 2019 wurde die EP in den Vereinigten Staaten mit Gold ausgezeichnet.

### Auszeichnungen für Musikverkäufe
| Land/Region                  | Auszeichnungen für Musikverkäufe (Land/Region, Auszeichnung, Verkäufe) | Verkäufe |
| ---------------------------- | ---------------------------------------------------------------------- | -------- |
| Italien (FIMI)               | Gold                                                                   | 25.000   |
| Kanada (MC)                  | Platin                                                                 | 80.000   |
| Neuseeland (RMNZ)            | Gold                                                                   | 7.500    |
| Polen (ZPAV)                 | Platin                                                                 | 20.000   |
| Vereinigte Staaten (RIAA)    | Gold                                                                   | 500.000  |
| Vereinigtes Königreich (BPI) | Silber                                                                 | 60.000   |
| Insgesamt                    | 1× Silber · 3× Gold · 2× Platin ·                                      | 692.500  |